# Mike Könnecke
Mike Könnecke (* 23. August 1988 in Wolfsburg) ist ein deutscher Fußballspieler. Er steht beim FSV Zwickau unter Vertrag.

## Karriere
Nach verschiedenen Jugendvereinen aus seiner Geburtsstadt wechselte Könnecke 2008 zum größten regionalen Verein, dem VfL Wolfsburg, in dessen zweiter Mannschaft er schnell Stammspieler wurde. In der Saison 2011/12 unterzeichnete er beim Zweitligisten FC Erzgebirge Aue einen Vertrag bis zum 30. Juni 2013. Sein erstes Spiel in der zweithöchsten deutschen Spielklasse machte der Angreifer am 22. Juli 2011 (2. Spieltag), als er beim 0:0 gegen den FC Ingolstadt 04 in der 55. Minute für Enrico Kern eingewechselt wurde.
Sein erstes Tor für die Sachsen erzielte Könnecke am 29. Juli 2011 im Erstrundenspiel des DFB-Pokals gegen den 1. FC Saarbrücken, als er in der Startelf stand und mit seinem Treffer zum 3:1-Endstand den Einzug in die zweite Runde klarmachte.
Das erste Zweitligator für den jungen Stürmer folgte am 23. September 2011 auswärts gegen den FC St. Pauli, als er in der 75. Minute für Guido Kocer eingewechselt wurde und in der 84. Minute den zwischenzeitlichen 3:1-Zwischenstand für die Veilchen erzielen konnte.
Seit der Saison 2013/14 wird Könnecke vermehrt als Mittelfeldspieler aufgeboten. Zur Saison 2016/17 wechselte er zum Drittligisten FSV Zwickau. Seinen dort im Sommer 2022 auslaufenden Vertrag verlängerte er im April desselben Jahres um ein weiteres Jahr. Nach dem Abstieg seiner Mannschaft verlängerte er im Sommer 2023 seinen Vertrag um ein weiteres Jahr. Im Sommer 2025 wird er seine Karriere in Zwickau beenden.

## Erfolge
- Aufstieg in die 2. Bundesliga 2016 mit Erzgebirge Aue